# Quinto Cecílio Metelo Nepos (cônsul em 57 a.C.)
Quinto Cecílio Metelo Nepos (100–55 a.C.; em latim: Quintus Caecilius Metellus Nepos), dito Menor ou o Jovem, foi um político da gente Cecília Metela da República Romana eleito cônsul em 57 a.C. com Públio Cornélio Lêntulo Espínter. Era filho de Quinto Cecílio Metelo Nepos, o Velho, cônsul em 98 a.C., com sua esposa Licínia Prima e irmão de Quinto Cecílio Metelo Céler, cônsul em 60 a.C..

## Carreira

Mapa da Hispânia

Nepos e Céler foram legados entre 67 e 63 a.C. de Pompeu em suas campanhas na Ásia contra Mitrídates VI do Ponto, Tigranes II da Armênia e contra os piratas do Mediterrâneo. Ao voltarem para Roma, os dois se apresentaram para a posição de tribuno da plebe e foram eleitos no mesmo ano que Catão, o Jovem. Durante seu mandato, os dois levaram adiante uma violenta campanha contra Cícero, que não contava com o apoio nem do povo e nem do Senado por causa da sua decisão de executar os cidadãos romanos implicados na Segunda Conspiração de Catilina sem o devido processo legal, incluindo o padrasto de Marco Antônio, Públio Cornélio Lêntulo Sura.
Eles propuseram, a pedido de César, com o qual mantinham boas relações, que Pompeu deveria retornar com seu exército do oriente para restaurar a ordem, pois os distúrbios começavam a se espalhar e o exército deveria proteger os cidadãos contra atos arbitrários como o de Cícero. As duas facções, os aristocratas (optimates) e os populistas (populares) estavam em estado de grande tensão e, no dia que o projeto ia ser apresentado, Catão impediu que fosse lido, mas foi expulso à força do Fórum. Imediatamente, porém, voltou com um grande número de optimates e, desta vez, conseguiu que proposta fosse rechaçada. Metelo Nepos se viu obrigado a fugir para a África, onde estava Pompeu. O Senado propôs então que ele fosse privado do cargo e, segundo algumas versões, foi isto que foi feito.
Em 60 a.C., Nepos apresentou com sucesso sua candidatura a pretor graças ao apoio de Pompeu, com quem tinha regressado a Roma, e, três anos depois, conseguiu ser eleito cônsul juntamente com Públio Cornélio Lêntulo Espínter. Tanto Nepos quanto Céler se reconciliaram com Cícero, que ainda estava no exílio, e a influência dos irmãos foi suficiente para conseguir que ele fosse chamado de volta depois de ter sido banido por Públio Clódio Pulcro justamente pelas execuções dos catilinários e com o objetivo de lutar contra o próprio Clódio. Cícero escreveu para ele para expressar sua gratidão e, em discursos posteriores, frequentemente elogiava sua moderação e magnanimidade.
No ano seguinte ao seu consulado, em 56 a.C., Nepos foi nomeado procônsul e recebeu o governo da Hispânia Citerior, onde conquistou La Coruña, o local onde os váceos haviam derrotado de forma acachapante o seu pai, Quinto Cecílio Metelo Nepos, o Velho. Porém, em 55 a.C., os váceos reconquistaram a cidade de Clúnia e avançaram com um exército tão grande que Metelo não ousou sequer dar-lhes combate. Aparentemente Metelo morreu no mesmo ano, depois de voltar a Roma, já que seu nome não aparece mais nas fontes. Em seu testamento, nomeou um "Carrinas" (provavelmente o cônsul em 43 a.C., Caio Carrinas) como herdeiro de todas as suas propriedades, desprezando todos os demais Metelos e também os Cláudios Pulcros, parentes mais próximos.
Metelo não concordava estritamente com os ideais políticos de sua família. Não apoiou a aristocracia como fez seu irmão e nem, por outro lado, pode-se se dizer que foi um popular influente. Por isto, era pouco mais do que um lacaio de Pompeu e, seguindo suas ordens, foi adversário de Cícero em alguns momentos e, em outros, o apoiou.